# مركز الإصلاح والتأهيل بوادي النطرون
مركز الإصلاح والتأهيل بوادي النطرون هو مجمع سجون يقع في وادي النطرون، مصر. أفتتح في أكتوبر 2021.

## مرافق السجن

### منطقة الاحتجاز
يضم المركز 6 مراكز فرعية مصممة بالشكل الدائرى الحاكم لإتاحة تهوية وإنارة طبيعية على مدى اليوم لجميع النزلاء وكل العنابر مزودة بشاشات عرض تعرض برامج ثقافية ورياضية وتأهيلية، وأماكن مخصصة لإقامة الشعائر الدينية وأماكن مخصصة لذوى الاحتياجات الخاصة وغرفة لتجديد الحبس الاحتياطى.

### منطقة التأهيل والإنتاج
يضم المركز مناطق للإنتاج متمثلة في (الزراعات المفتوحة - الصوب الزراعية - الثروة الحيوانية والداجنة - المصانع والورش الإنتاجية).كما توجد في المنطقة الخارجية للمركز منافذ لبيع المنتجات، بالإضافة إلى بيع منتجات المركز في المعارض التي ينظمها قطاع الحماية المجتمعية، ويجري تخصيص العائد المالى للنزيل وتوجيه هذا العائد حسب رغبته، فإما تحويل العائد أو جزء منه لأسرته أو الاحتفاظ به عقب قضاء العقوبة.

### مستشفى مركزى
يضم مركز الإصلاح والتأهيل مستشفى مركزيا مجهز بأحدث المعدات والأجهزة الطبية، غرف عمليات تشمل كافة التخصصات، غرفا للرعاية المركزة، غرفا للعزل والطوارئ، بالإضافة إلى صيدلية مركزية، وقسم للمعامل والتحاليل والأشعة، وحدة الغسيل الكلوى، فضلا عن العيادات التي تم تجهيزها بأحدث المعدات.

### مجمع للمحاكم
يضم المركز 8 قاعات لجلسات المحاكمة «منفصلة إدارياً» بسعة إجمالية 800 فرد.